# Teenage Dream (Lied)
Teenage Dream (dt.: „Teenager-Traum“) ist ein Lied, das die US-amerikanische Sängerin Katy Perry mit der Songwriterin Bonnie McKee und ihren Produzenten Benny Blanco, Max Martin, Lukasz Gottwald 2010 verfasste. Es wurde am 24. August 2010 als zweite Single aus Perrys drittem Studioalbum Teenage Dream veröffentlicht. Der Song erhielt 2010 eine Grammy-Award-Nominierung in der Kategorie Best Female Pop Vocal Performance.

## Hintergrund

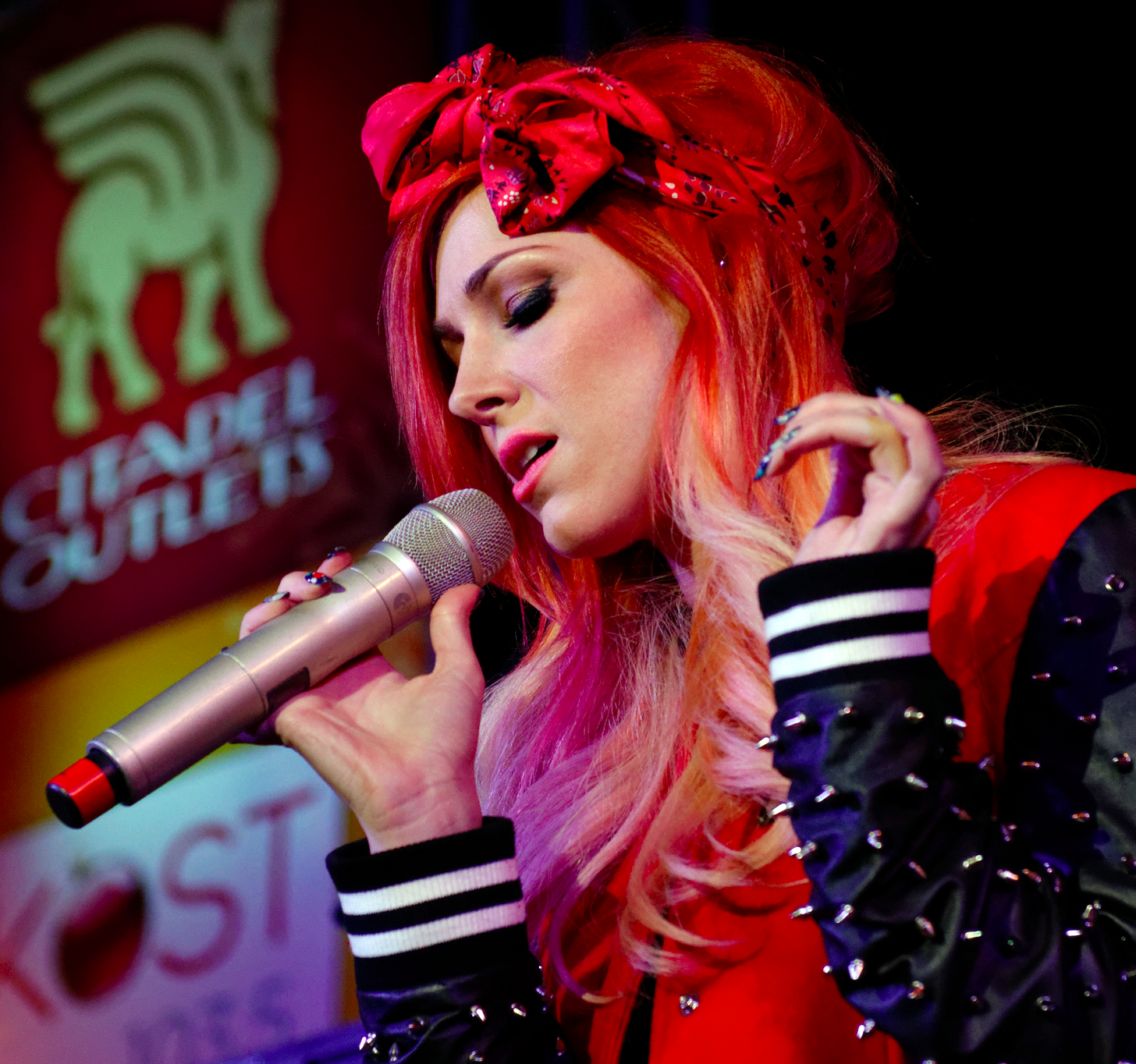
Bonnie McKee schrieb Teenage Dream mit.

Als sich Perry und ihre Koautorin Bonnie McKee 2004 erstmals trafen, waren beide „fasziniert von Lolita“ und beide nutzten dieses Thema bereits für frühere Aufnahmen. Für die Aufnahmen zu Teenage Dream hatten Perry und McKee diese „Für-immer-jung“-Idee wieder im Kopf. Katy schrieb zunächst über Peter Pan, aber sie sah dies später als „zu jung“ an. Sie wollte mehr Schärfe und Sex im Text haben. Eine fertige Version wurde von Dr. Luke abgelehnt, nachdem Benny Blanco die Version zurückwies. „Wenn Benny es nicht mag, mag es Amerika auch nicht“, so Dr. Lukes Begründung der Absage. Blanco spielte Perry und McKee die 2007er Single Homecomming der Band The Teenager vor und fragte, ob sie ihr Lied in einem ähnlichen Stil schreiben könnten, woraufhin McKee das Lied erneut umschrieb. In der darauf folgenden Woche lud Perry McKee, Dr. Luke und Max Martin in ihre Heimatstadt Santa Barbara ein, um weiter an dem Lied zu schreiben. McKee versuchte, Dr. Luke ihre neuen Ideen näher zu bringen, dieser war jedoch verärgert über die viele Zeit, die für die Arbeiten am Refrain vergeudet wurden und verbot weitere Änderung an diesem, so dass nur Arbeiten an den Strophen folgte, für die Perry bereits einige Vorstellungen vorbereitete. Nachdem die Aufnahmen der Stimmen abgeschlossen war, nahm McKee Dr. Luke und Martin zur Seite und erzählte ihnen nochmals über ihre neuen Ideen für den Refrain. Daraufhin wurde der Refrain doch noch umgeschrieben. Katy Perry gab an, dass, obwohl das Lied so oft neugeschrieben wurde, sie „glücklich ist, endlich an dem Punkt zu sein, mit dem alle einverstanden sind“. Im Juni 2010 bestätigte sie, dass Teenage Dream als zweite Single aus ihrem zukünftigen Album veröffentlicht wird. Bezüglich der Namensgleichheit ihres Albums mit der Single gab Perry an, dass dies ein Rückblick auf ihre Teenagerjahre darstellen soll. Mit der Hochzeit mit Russell Brand ändert sich für sie persönlich viel, so dass sie auf ihre Jugend zurückblicken möchte.
Teenage Dream wurde am 23. Juli 2010 als Download in den Vereinigten Staaten veröffentlicht. Die Veröffentlichung der Single-CD erfolgte am 3. September 2010. Der Song wurde vom Fernsehsender ProSieben mit abgewandeltem Text für mehrere Jingles mit dem Motto We love to entertain you benutzt.

## Komposition
Teenage Dream ist ein Midtempo-Liebeslied mit einem kräftigen Beat, der dem Retro-Sound von Perrys Vorgängersingle California Gurls folgt. Das Lied wird von den Medien in die Genres Elektro-Pop und Power Pop eingeordnet. Der im Viervierteltakt und in B-Dur geschriebene Song besitzt ein Tempo von 116 Schlägen pro Minute. Die Progression des Liedes lautet B♭–B♭2–B♭. Perrys Stimmumfang geht von B♭3 bis F5. Teenage Dream ist im klassischen Strophe-Refrain-Modus aufgebaut, eine Bridge befindet sich zwischen dem zweiten und dritten Refrain. Perry gab an, dass der Song von der Wiedereinnahme der verwirrenden, aufregenden Gefühle der ersten Liebe handelt: „When you’re growing up and you’re falling in love for the first time, it’s such an amazing feeling that sometimes you can’t recycle again later on in your life. For me, being in love again now, it’s kind of the same feeling“ (dt.: „Wenn man heranwächst und das erste Mal verliebt ist, ist das so ein erstaunliches Gefühl, welches man später im Leben manchmal nicht noch einmal wiederholen kann. Ich, welche gerade wieder verliebt ist, habe aktuell die selbe Art Gefühl“).

## Rezensionen
Teenage Dream erhielt sowohl positive, als auch negative Kritiken. Für Eberhard Dobler von Laut.de klingt Perry in diesem Lied recht erwachsen und abgeklärt. „Dabei will Katy Perry natürlich erwachsen klingen – und das tut bereits der synthiebrummende Titeltrack zu Beginn der CD. Die Nummer wirkt wie der Rest der Platte recht abgeklärt: Statt die Popsause gleich loszufeiern, werden die Gitarrenlicks erst mal bedächtig gesetzt“, so der Kritiker im Rahmen der Albumrezension zu Teenage Dream. Mai Maerten von Plattentests.de schrieb, dass die meisten Lieder des Albums „in leidlichem Midtempo aus dem Boxen puckern. Katys Stimme klingt hohl, hallig und abwesend, noch so eine Folge des Elektrowahns“. Auch Albert Ranner gab dem Album eine negative Kritik und schrieb zu Teenage Dream: „Die ganz netten Vorboten California gurls und Teenage dream sind daher im Nachhinein betrachtet nicht anderes als Blender, die ein munter-aufgewecktes Sommeralbum versprechen, das aber letzten Endes von der eigenen Wucht und Primitivität erschlagen wird“. Für Craig Marks vom Billboard-Magazin ist Teenage Dream „eine lehrbuchmäßige Sommer-Single, dessen geniale Pop-Hookline geprägt ist von Perrys Talent für unvergessliche Texte und ihre schaumig, Kaugummi kauende Rolle“. Steve Leftridge von PopMatters hält den Song als eines der besseren Lieder auf Perry Album: „Der Titeltrack und zweite Single ist noch besser, größtenteils dank Katy's wollüstigen Gesang im Refrain, welcher sich über ein dreckigen, poppigen Refrain erhebt“.
Der Rolling Stone listet Teenage Dream auf Platz 4 der 50 besten Lieder von 2010. Billboard listete das Lied im Januar 2015 auf Platz 2 der besten Lieder der 2010er.

## Musikvideo
Das Musikvideo zu Teenage Dream wurde in Santa Barbara im Juli 2010 gedreht. Der Regisseur des Videos war Yoann Lemoine. In dem Video sieht man Perry mit ihrem Freund (gespielt von Josh Kloss) in einem Auto. Danach ist Perry auf einer Party mit Freunden. Die Schlussszene zeigt Perry mit ihrem Freund küssend unter Wasser.
In einem Interview mit YouTube sagte Perry:

„Es [Das Musikvideo] ist völlig anders als California Gurls. Bei Teenage Dream bekommt man eine sehr verletzliche Seite zu sehen.... Ich habe so viel weniger Schichten Make-Up aufgetragen. Ich musste es mit einem Jungen darstellen, was sehr traumatisierend war, denn ich war gemein zu ihm ... Ich war diejenige die 'Cut' rief, weil ich sagte, ich könne das nicht spielen. Aber ich weiß, es ist ein Job. Russell [ihr damaliger Ehemann] und ich verstehen, was unsere Arbeit ist.“

Bis heute wurde das Video bei YouTube über 248 Millionen Mal aufgerufen (Stand: Juni 2020).

## Preise
Bei den Teen Choice Awards 2011 war Teenage Dream in der Kategorie Choice Music: Love Song nominiert. Des Weiteren war das Lied in der Kategorie Best Female Pop Vocal Performance bei den Grammy Awards 2010 nominiert.

## Kommerzieller Erfolg

### Chartplatzierungen
Teenage Dream erreichte weltweit hohe Chartplatzierungen. In den US-amerikanischen Billboard Hot 100 stieg der Song am 7. August 2010 auf Platz 20 ein. Am 18. September 2010 erreichte das Lied die Nummer-eins-Platzierung in diesen Charts und konnte diese Position in der darauf folgenden Woche verteidigen. Für Perry war dies nach I Kissed a Girl und California Gurls der dritte Nummer-eins-Hit in den Vereinigten Staaten. Insgesamt verbrachte Teenage Dream 14 Wochen in den Top-10 der Hot 100. Des Weiteren erreichte der Song Platz eins in den Billboard-Subcharts Hot 100 Airplay, Hot Dance Airplay Charts, Hot Dance Club Charts, Hot Digital Songs und Mainstream Top 40. In die britischen Singlecharts stieg Teenage Dream am 11. September 2010 direkt auf Platz 2 ein und konnte diese Platzierung auch in der zweiten Woche halten. Nach sechs Wochen fiel der Song aus den dortigen Top-10 raus, es war Perrys vierter Top-10 Hit im Vereinigten Königreich.
In die deutschen Singlecharts stieg Teenage Dream am 17. September 2010 auf Platz 6 ein, was gleichzeitig des Songs höchste Platzierung in Deutschland darstellt. Nach einem Rückfall auf Platz 8 konnte in der vierten Chartwoche noch einmal der sechste Platz erreicht werden. Der Song verbrachte insgesamt sieben Wochen in den Top-10 und 25 Wochen in den Top-100 in Deutschland. Hier war es Perrys dritter Top-10-Hit. In den österreichischen Ö3 Austria Top 40 verpasste das Lied mit Platz 2 knapp die Höchstposition. In der Schweizer Hitparade erreichte Perry Platz 8. In beiden Ländern war dies ihr ebenfalls dritter Top-10-Erfolg.
Weitere Nummer-eins-Platzierung erreichte Teenage Dream in Irland, in Liste der Nummer-eins-Hits in Neuseeland (2010), dort konnte sich das Lied insgesamt vier Wochen an der Spitze halten, und in der Slowakei. Weitere Top-10-Platzierungen gelangen in Australien und Italien.
| ChartsChartplatzierungen       | Höchstplatzierung | Wochen |
| ------------------------------ | ----------------- | ------ |
| Deutschland (GfK)              | 6 (25 Wo.)        | 25     |
| Österreich (Ö3)                | 2 (18 Wo.)        | 18     |
| Schweiz (IFPI)                 | 8 (21 Wo.)        | 21     |
| Vereinigte Staaten (Billboard) | 1 (27 Wo.)        | 27     |
| Vereinigtes Königreich (OCC)   | 2 (28 Wo.)        | 28     |

| ChartsJahrescharts (2010)      | Platzierung |
| ------------------------------ | ----------- |
| Deutschland (GfK)              | 44          |
| Österreich (Ö3)                | 42          |
| Schweiz (IFPI)                 | 57          |
| Vereinigte Staaten (Billboard) | 17          |
| Vereinigtes Königreich (OCC)   | 32          |

| ChartsJahrescharts (2011)      | Platzierung |
| ------------------------------ | ----------- |
| Vereinigte Staaten (Billboard) | 75          |

### Auszeichnungen für Musikverkäufe
Der Song wurde bis Anfang Januar 2015 4,7 Millionen Mal in den USA verkauft. Im Jahr 2024 erhielt die Single von der Recording Industry Association of America Diamant für über zehn Millionen Verkäufe. Eine goldene Schallplatte erhielt Teenage Dream vom Bundesverband Musikindustrie für über 150.000 verkaufter Einheiten. Für über 1,2 Millionen verkaufter Einheiten von Teenage Dream in Großbritannien erhielt Perry von der British Phonographic Industry eine doppelte Platin-Schallplatte.
| Land/Region                  | Auszeichnungen für Musikverkäufe (Land/Region, Auszeichnung, Verkäufe) | Verkäufe   |
| ---------------------------- | ---------------------------------------------------------------------- | ---------- |
| Australien (ARIA)            | 11× Platin                                                             | 770.000    |
| Brasilien (PMB)              | Platin                                                                 | 60.000     |
| Dänemark (IFPI)              | Platin                                                                 | 90.000     |
| Deutschland (BVMI)           | Gold                                                                   | 150.000    |
| Frankreich (SNEP)            | —                                                                      | 70.000     |
| Italien (FIMI)               | Gold                                                                   | 15.000     |
| Kanada (MC)                  | 9× Platin (Single) · + Gold (Ringtone)                                 | 740.000    |
| Mexiko (AMPROFON)            | Gold                                                                   | 30.000     |
| Neuseeland (RMNZ)            | 4× Platin                                                              | 120.000    |
| Österreich (IFPI)            | Platin                                                                 | 30.000     |
| Schweden (IFPI)              | Gold                                                                   | 20.000     |
| Spanien (Promusicae)         | Gold                                                                   | 30.000     |
| Südkorea (KMCA)              | —                                                                      | 74.645     |
| Vereinigte Staaten (RIAA)    | Diamant                                                                | 10.000.000 |
| Vereinigtes Königreich (BPI) | 2× Platin                                                              | 1.400.000  |
| Insgesamt                    | 6× Gold · 29× Platin · 1× Diamant ·                                    | 13.499.645 |

Hauptartikel: Katy Perry/Auszeichnungen für Musikverkäufe

## Coverversionen
Im Rahmen der Fernsehserie Glee wurde eine Coverversion von Teenage Dream veröffentlicht, bei dem Darren Criss den Hauptgesang übernimmt. Diese Version erreichte Platz 8 in den Billboard Hot 100 und wurde mit einer goldenen Schallplatte für 652.000 Verkäufe ausgezeichnet. Weitere Coverversionen stammen von dem britischen Sänger Example und der amerikanischen Post-Hardcore-Band Vampires Everywhere!.
Brian Fallon spielte mit seiner Band The Horrible Crowes den Song live und veröffentlichte diese Interpretation im Jahr 2013 auf dem Album Live at The Troubadour.

## Formate
CD-Single
1. Teenage Dream (Album Version) – 3:47
2. Teenage Dream (Instrumental) – 3:47